# Волтер Квінтін Грешам
Волтер Квінтін Грешам (англ. Walter Quentin Gresham; 17 березня 1832 — 28 травня 1895) — американський політик, тридцять третій державний секретар США, 35-й міністр фінансів США.

## Біографія
Волтер Грешам народився в Крендалле, Індіана, в сім'ї полковника Вільяма Грешама і його дружини Сари Девіс. Грешам два роки провів в академії в Корідон і рік в університеті Індіани в Блумінгтоні. Потім він вивчав право й в 1854 році був допущений до юридичної практики в суді. На президентських виборах 1856 Грешаи брав активну участь як прес-секретар штабу Республіканської партії. У 1860 році був обраний кандидатом у Палату представників від штату Індіана.
У 1861 році, з початком Громадянської війни, Грешам став командиром п'ятьдесят третого піхотного полку. У 1862 році брав участь в облозі Виксбурга. У 1863 році, у зв'язку з підвищенням, отримує під командування федеральні війська в Натчез, Міссісіпі. У 1864 році командував 17-м армійським корпусом, а в 1865 році Грешаму присвоюють звання генерал-майора.
У 1884 і 1888 роках Грешам висував свою кандидатуру на президентських виборах. У 1892 році президент Гровер Клівленд призначає Грешама на посаду Держсекретаря. Цей пост він обійматиме аж до самої своєї смерті 28 травня 1895. Похований Волтер Грешам на Арлінгтонському національному цвинтарі.